# Miguel Abellán
Pour les articles homonymes, voir Abellán.
Miguel Abellán, né le 24 septembre 1978 à Madrid (Espagne), est un matador espagnol.

## Présentation
Élève de l'École taurine de Madrid, il se distingue en 1996 en remportant le concours des écoles taurines nationale. Sa première novillada piquée a lieu le 2 février 1997 à Vinaroz. Il fait une saison de novillero remarquée avant de prendre l'alternative. A Nîmes, il paraît devant des taureaux de Baltasar Ibán le 19 septembre 1998 Stéphane Meca et de El Cordobés (Manuel Díaz González). Sa carrière se poursuit en Amérique latine à Valencia (Venezuela) en compagnie de Morenito de Maracay et Eduardo Dávila Miura. Il confirme son alternative à Mexico cette même année devant des taureaux de Teófilo Gómez.

## Le succès et les blessures
Après sa confirmation d'alternative en 1999 à Madrid, sa carrière qui prenait un bel essor est interrompue par une blessure très grave reçue le 2 juin à Madrid. Ce qui ne l'empêche pas, l'année suivante, de terminer cinquième à l'escalafón de 2000 avec 75 corridas et de remporter 77 oreilles. Il remporte dès lors des triomphes retentissants dans les Arènes de la Real Maestranza de Caballería de Séville et surtout à Las Ventas dont il sort a hombros le 2 juin 2000 avec deux oreilles.
Il surmonte les séquelles d'une deuxième très grave blessure reçue le 16 juillet à Barcelone et continue sa carrière de torero styliste qui pourtant va accumuler les blessures graves. En 2001, il était encore à la huitième place de l'escalafón avec 62 corridas et 73 oreilles.
Le 11 juin 2011, à Madrid, il est encore victime d'une blessure spectaculaire.

## Parcours politique
Il est candidat sur la liste du Parti populaire (droite) aux élections législatives de 2019 mais échoue à se faire élire.

### Carrière
- Débuts en novillada avec picadors : 2 février 1997 à Vinaroz (Espagne, province de Castellón), aux côtés de Francisco Barroso et Alberto Ramírez. Novillos de la ganadería de Guadalest.
- Présentation à Madrid : 28 septembre 1997 en mano a mano avec José Antonio Iniesta. Novillos de la ganadería de Joaquín Buendía. Il dut tuer cinq novillos, en raison d’une blessure de Iniesta.
- Alternative : Alicante (Espagne) le 24 juin 1998. Parrain, « Manzanares » ; témoin Enrique Ponce. Taureaux de la ganadería de Alcurrucén.
- Confirmation d’alternative à Mexico : 8 novembre 1998 à Mexico. Parrain Federico Pizarro, témoin Fernando Ochoa. taureaux de Teófilo Gómez
- Confirmation d’alternative à Madrid : 20 mai 1999. Parrain, Enrique Ponce ; témoin, Vicente Barrera. Taureaux de la ganadería de Samuel Flores.